# 토론토 동물원

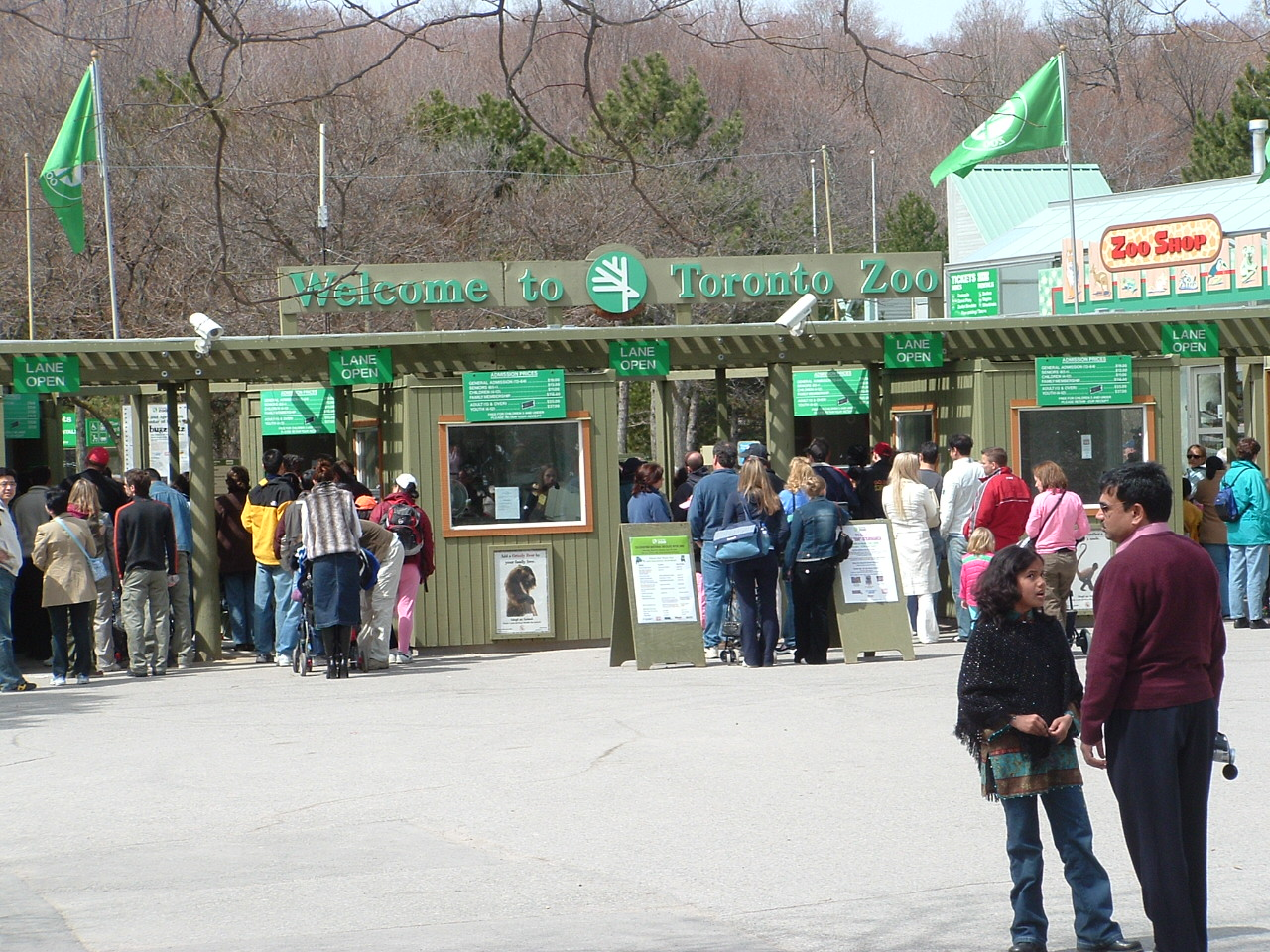
토론토 동물원

토론토 동물원(영어: Toronto Zoo)은 캐나다 토론토에 있는 동물원이다.